# Vells Mestres

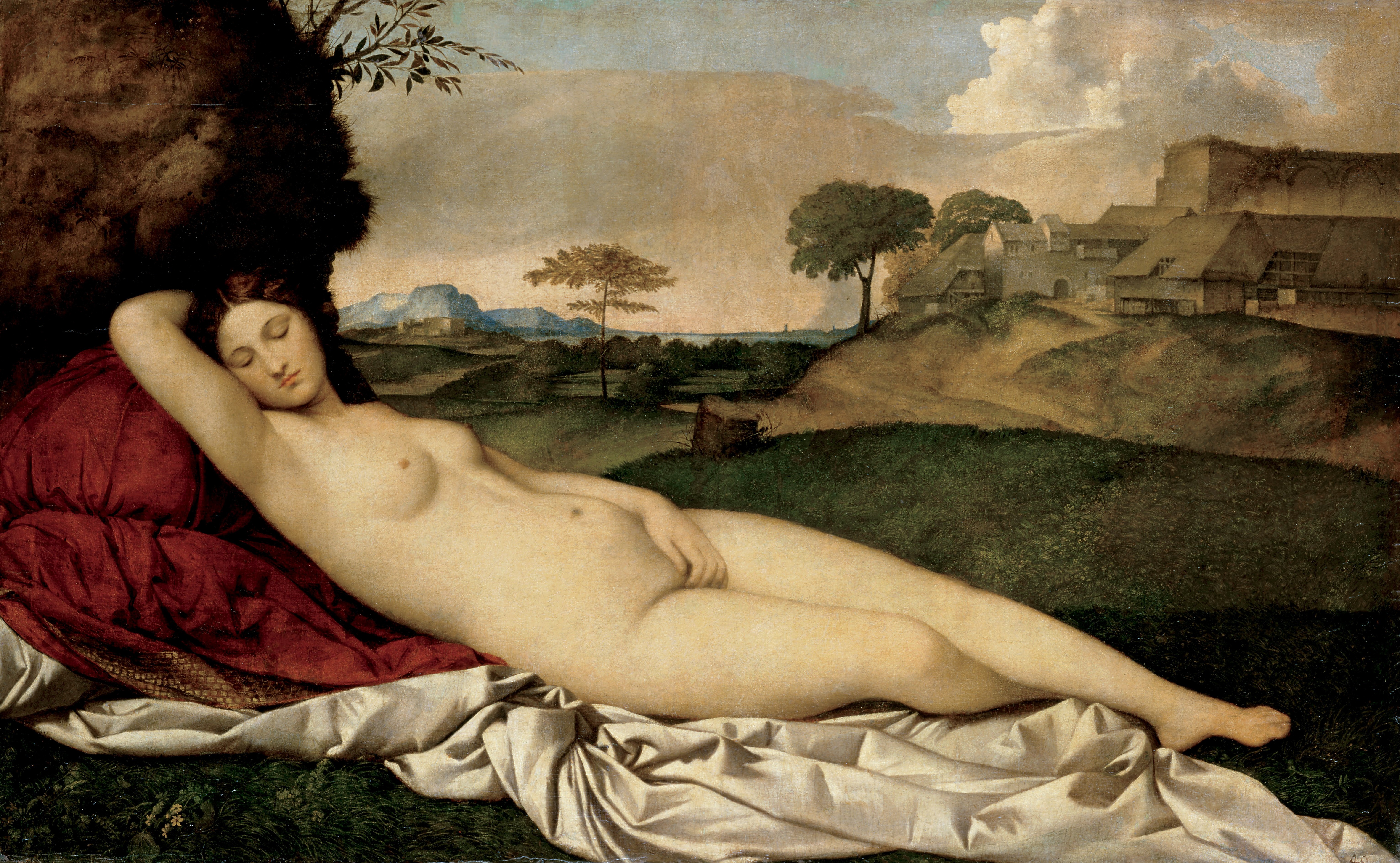
Giorgione, Venus Dormint (c. 1510), Dresden, Gemäldegalerie Alte Meister.

"Vells Mestres" (''Old Master", en anglès, d'on prové el terme) és la denominació que es dona dins del món de l'art als pintor prestigiosos que van treballar a Europa abans de, aproximadament, 1800 o a les pintures realitzades per aquests artistes.
En aquest context, un vell mestre és un artista plenament capacitat, un mestre del gremi dels seus artistes locals, i que hagi treballat de forma independent, però a la pràctica, les pintures produïdes pels alumnes o pel seu taller són incloses en l'abast de l'expressió. Per tant, més enllà d'un cert nivell de competència, la data més que la qualitat és el criteri per a l'ús del terme.

## Període cobert
Els segles xviii i xix, el terme sovint tenia data d'inici cap a 1450 o 1470; les pintures fetes abans eren "primitives"; però aquesta distinció ja no s'aplica. L'OED original de principi del segle xx, definia el terme com "un mestre qui va viure abans del període considerat 'modern', principalment aplicat a pintors dels segles XIII al XVII." El terme, sorprenentment, va ser encunyat en una enciclopèdia popular de 1840: "Com a pintor d'animals, Edwin Landseer supera de lluny qualsevol dels vells mestres". Hi ha termes comparables en neerlandès, francès i alemany; el neerlandès pot haver estat el primer a fer ús del terme al segle xviii, quan majoritàriament va referir com pintors de l'Edat Daurada holandesa als barrocs del segle anterior. Les Maitres d'autrefois de 1876 d'Eugene Fromentin pot haver-hi ajudat a popularitzar el concepte, tot i que "vieux maitres" és també utilitzat en francès. La famosa col·lecció de Dresden al Gemäldegalerie Alte Meister és un dels pocs museus que inclou el terme en el seu nom. La col·lecció del museu de Dresden essencialment s'atura al període barroc.
La data final és necessàriament imprecisa. Goya (1746–1828) és certament un Vell Mestre, i va pintar i fer gravats fins a la seva mort el 1828. Per exemple, el terme podria ser utilitzat, però normalment no ho és, en referència a John Constable (1776–1837) o Eugène Delacroix (1798–1868).
El terme tendeix a ser evitat pels historiadors d'art per ser massa imprecís, especialment quan es tracta de pintures, tot i que els termes les Gravats de Vells Mestres i Dibuixos de Vells Mestres són encara utilitzats. Es manté en el comerç d'art, on les cases de subhasta encara divideixen les seves vendes entre, per exemple: "pintures de Velles Mestres", "pintures del segle XIX" i "pintures Modernes". Christie's defineix el terme dins el període "del segle xiv a començaments del XIX".